# Radiazione di ciclotrone
Si definisce radiazione di ciclotrone la radiazione elettromagnetica emessa dal movimento di particelle elettricamente cariche all'interno di un campo magnetico. La forza di Lorentz agisce ortogonalmente sia sulle linee di campo sia sulle direzioni di moto delle particelle, provocandone l'accelerazione e la loro emissione radiativa (e facendole spiraleggiare attorno alle linee di campo).
Il nome di questo tipo di radiazione deriva dal ciclotrone, una particolare tipologia di acceleratore di particelle utilizzato sin dagli anni trenta per creare, a scopi sperimentali, delle particelle ad alta energia; l'apparecchio si serve delle orbite circolari che le particelle cariche compiono se sottoposte all'azione di un campo magnetico uniforme. Il periodo delle orbite è indipendente dall'energia delle particelle, il che consente al ciclotrone di operare ad una determinata frequenza senza preoccuparsi delle energie delle particelle in un dato periodo di tempo. La radiazione di ciclotrone è emessa da tutte le particelle cariche che viaggiano attraverso ogni campo magnetico, non solo all'interno di quello generato nei ciclotroni. La radiazione di ciclotrone emessa dal plasma nello spazio interstellare o attorno a buchi neri o qualunque altro corpo celeste dotato di campo magnetico dà importanti indizi sulle caratteristiche di questi campi magnetici extraterrestri; nel sistema solare, in particolare, una grande sorgente di radiazione di ciclotrone è la magnetosfera del pianeta Giove. La potenza (energia su unità di tempo) dell'emissione, nella fattispecie, di ciascun elettrone è data dalla formula:
{\displaystyle {-dE \over dt}={\sigma _{t}B^{2}V^{2} \over c\mu _{o}}}
dove E è l'energia, t il tempo, {\displaystyle \sigma _{t}=8\pi r_{0}^{2}/3} è la sezione d'urto Thomson (totale, non differenziale, dove {\displaystyle r_{0}} è il raggio classico dell'elettrone), B è l'induzione magnetica, V la velocità perpendicolare al campo, c la velocità della luce e {\displaystyle \mu _{o}} è la permeabilità magnetica del vuoto. 
Nel contesto del  confinamento magnetico usato per l'energia da fusione, le perdite dovute a radiazione di ciclotrone si traducono in un valore minimo richiesto per la densità energetica del plasma, in relazione alla densità energetica del campo meagnetico.
La radiazione di ciclotrone sarebbe prodotta in esplosioni nucleari ad alta quota. I raggi gamma prodotti dall'esplosione ionizzerebbero gli atomi nell'atmosfera superiore e tali elettroni liberi interagirebbero con il campo magnetico terrestre producendo radiazione di ciclotrone come impulso elettromagnetico. Questo fenomeno ha implicazioni militari poiché gli impulsi possono danneggiare equipaggiamento basati su dispositivi a stato solido.
Lo spettro della radiazione di ciclotrone ha un picco principale alla stessa frequenza fondamentale dell'orbita della particella e armoniche a multipli interi di quest'ultima. Le armoniche sono il risultato dell'imperfezione dell'effettivo ambiente di emissione, che provocano inoltre un allargamento delle linee spettrali. La prima origine dell'allargamento è la non uniformità del campo magnetico: quando un elettrone passa da una regione di campo ad un'altra, la sua frequenza di emissione cambia con l'intensità del campo. Altre cause di allargamento sono le collisioni occasionali di particelle che non seguono un'orbita perfetta, o le distorsioni dell'emissione causate da interazioni con il plasma circostante ed effetti relativistici quando le particelle hanno energia sufficientemente alta. Quando le particelle si muovono a velocità relativistiche la radiazione di ciclotrone è chiamata radiazione di sincrotrone.
Il rinculo sentito da una particella che emette radiazione è chiamata reazione radiativa, che agisce opponendosi al moto nel ciclotrone; il lavoro necessario per superarla è il principale costo energetico nell'accelerare una particella.